# Vřesnovité

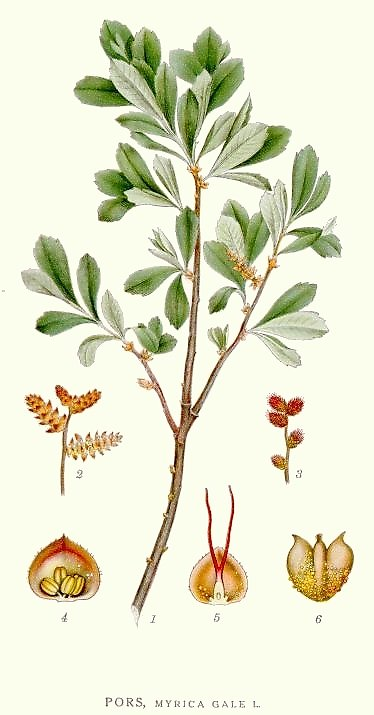
Kresba vřesny obecné

Vřesnovité (Myricaceae), česky též voskovníkovité, je čeleď vyšších dvouděložných rostlin z řádu bukotvaré. Jsou to opadavé nebo stálezelené dřeviny s jednoduchými střídavými listy a nenápadnými bezobalnými květy. Plodem je peckovice. Čeleď zahrnuje asi 50 druhů ve 4 rodech a je rozšířena s různou četností téměř po celém světě s výjimkou Austrálie a Nového Zélandu. V Evropě roste jediný druh, vřesna bahenní, který je svým výskytem omezen na severní a západní část kontinentu. Význam čeledi je spíše lokální. Některé druhy voskovníku mají jedlé plody. S druhy vřesna bahenní, voskovník pensylvánský a postopčák cizí se lze setkat ve sbírkách českých botanických zahrad.

## Popis
Vřesnovité jsou opadavé nebo stálezelené keře a stromy. Rostliny jsou jednodomé nebo dvoudomé. Často jsou aromatické a žlaznaté. Listy jsou střídavé, jednoduché, se zpeřenou žilnatinou, většinou bez palistů. Čepel listů je nejčastěji celistvá, řidčeji peřeně laločnatá, na okraji celokrajná, nepravidelně zubatá nebo laločnatá. Květy jsou bezobalné, většinou jednopohlavné, podepřené listeny, v jehnědách. Samčí květy obsahují 2 až 20 volných nebo na bázi srostlých tyčinek s krátkými nitkami. V samičích květech je jednopouzdrý svrchní semeník srostlý ze 2 plodolistů s jediným vajíčkem a se 2 volnými nebo na bázi srostlými čnělkami. Plodem je peckovice, případně oříšek.

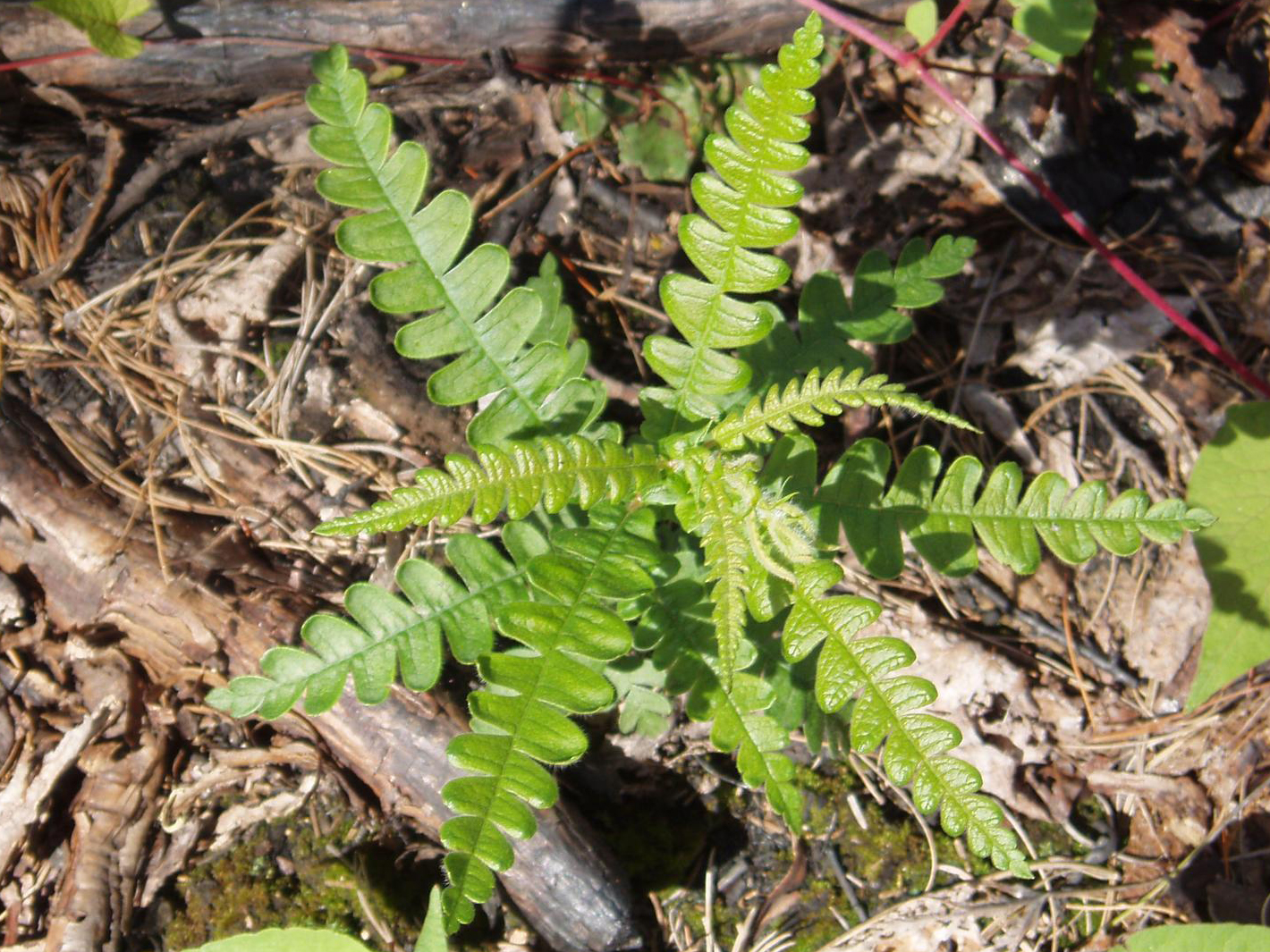
Mladá rostlina postopčáku cizího
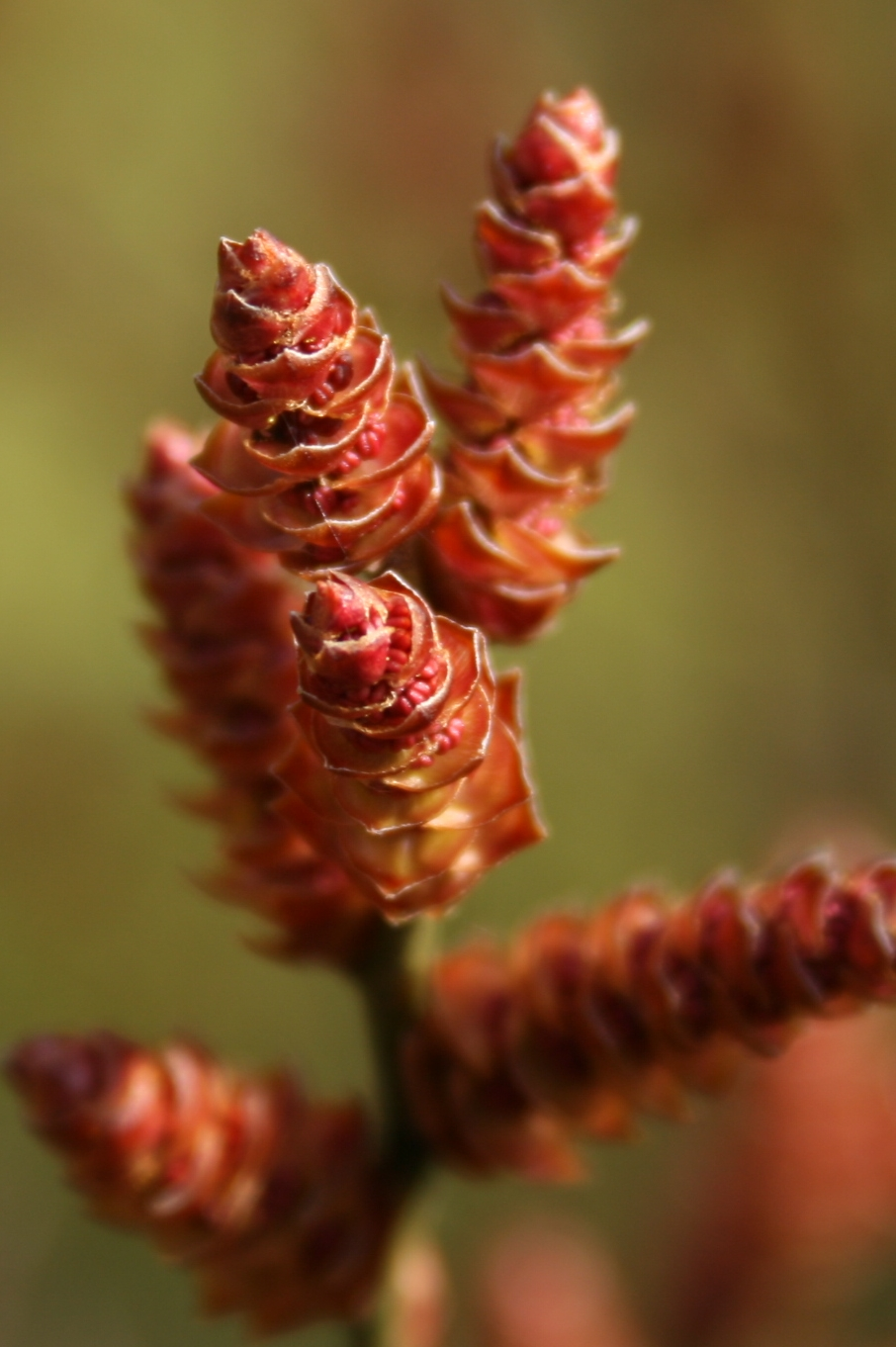
Samčí květenství vřesny bahenní
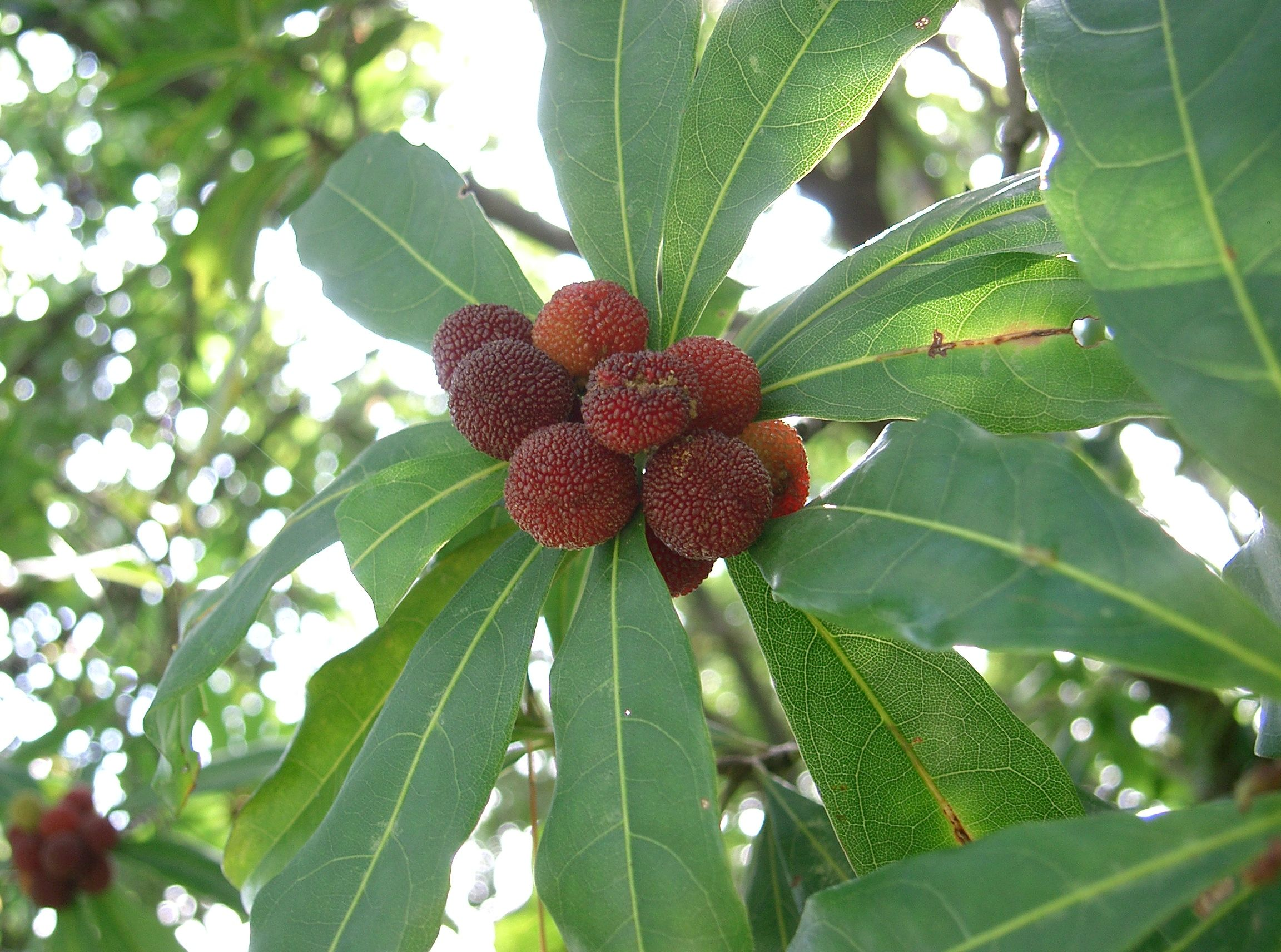
Plodenství voskovníku červeného

## Rozšíření
Čeleď zahrnuje celkem 4 rody a asi 50 druhů. Je zastoupena téměř po celém světě s výjimkou Austrálie a Nového Zélandu. Chybí také ve velké části Asie, Tichomoří a Jižní Ameriky. Většina druhů se vyskytuje buď v mírném až subtropickém pásu a v horských polohách tropů. Největším rodem je voskovník (Morella), zahrnující asi 44 druhů, rozšířených v Africe, Asii i Americe. Vřesna (Myrica) obsahuje podle současné taxonomie pouze 2 druhy, z nichž jeden roste v Evropě a druhý v Severní Americe. Zbývající 2 rody jsou monotypické. Postopčák cizí roste v Severní Americe, druh Canacomyrica monticola je endemit Nové Kaledonie.

## Ekologické interakce
Nenápadné, bezobalné květy vřesnovitých jsou opylovány větrem. Na kořenech mnohých zástupců jsou nitrofilní symbiotické bakterie rodu Frankia, umožňující růst na písečných dunách a jiných neúživných půdách. Plody jsou šířeny ponejvíce ptáky, někdy i vodou.

## Taxonomie
Sesterskou větví čeledi Myricaceae je podle výsledků molekulárních analýz čeleď Juglandaceae (včetně rodu Rhoiptelea).
Rod Myrica byl rozdělen na 2 rody a převážná většina druhů byla přeřazena do rodu Morella.

## Zástupci
- postopčák (Comptonia)
- voskovník (Morella)
- vřesna (Myrica)

## Význam
Evropská vřesna bahenní (Myrica gale) má široké tradiční použití. V Severní i Jižní Americe byl z plodů místních druhů voskovníku získáván vosk na výrobu svic. Některé druhy mají jedlé plody, např. voskovník červený.
Druhy vřesna bahenní, voskovník pensylvánský a postopčák cizí jsou pěstovány jako sbírkové dřeviny v některých botanických zahradách a arboretech.

## Seznam rodů
Canacomyrica, Comptonia, Morella, Myrica